# Pháp y Tần Minh (tiểu thuyết)
Pháp y Tần Minh (tiếng Trung: 法医秦明) là một bộ tiểu thuyết lý luận trinh thám, Tội phạm học, Khoa học pháp y được viết bởi bác sĩ pháp y người Trung Quốc Tần Minh. Tác giả Tần Minh sinh năm 1981, tốt nghiệp khoa Pháp y tại đại học Y Hoàn Nam, Trung Quốc. Hiện Tần Minh là trưởng phòng Pháp y - Giám định thương tật tại sở Công an tỉnh An Huy, Trung Quốc.

## Nội dung chính
Tiểu thuyết là tập hợp những kiến thức pháp y được sử dụng trong quá trình điều tra vụ án. Như lời tác giả đã nói "các vụ án trong đây đều là hư cấu, cái chân thực nhất chính là các kiến thức pháp y".
Truyện mở đầu bằng việc dẫn dắt cho đọc giả biết lý do Tần Minh lựa chọn nghề Pháp y. Ban đầu là vì nó thỏa mãn được ý nguyện của bố và mẹ anh: một người là cảnh sát, một người là bác sĩ. Bố anh muốn anh tiếp tục nối nghiệp mình, nhưng mẹ anh thì lại không muốn phải chịu cái cảnh hồi hộp, lo sợ cho con như đã từng với chồng nên đã kiên quyết bắt anh chọn nghề bác sĩ. Và nghề pháp y đã giúp cả bố và mẹ anh đều thỏa nguyện. Nhưng không ngờ về sau, anh đã thực sự yêu thích và thậm chí đã có được sự thành công trong ngành.
Xuyên suốt bộ truyện là các vụ án từ đơn giản đến phức tạp từ khi Tần Minh còn là cậu sinh viên thực tập, dẫn dắt đến quá trình Tần Minh trưởng thành trong nghề này, từ khi còn là thanh niên đến sở công an làm việc mỗi khi đến kỳ nghỉ hè cho đến khi trở thành pháp y nổi tiếng.

## Nội dung các tập truyện
| Tên                                  | Nội dung |
| Người Giải Mã Tử Thi (尸语者)        | Theo chân anh chàng Tần Minh mới vào nghề đi qua 20 vụ án, người đọc sẽ dần mường tượng được vai trò của bộ phận pháp y trong toàn bộ chuỗi phá án. Mục đích ban đầu của tác giả Tần Minh khi đăng chuỗi truyện này lên mạng cũng chỉ là muốn giới thiệu kiến thức pháp y được tới nhiều người hơn, cho mọi người một cái nhìn thực tế hơn về nghề này. |
| Lời Tố Cáo Lặng Thầm (无声的证词)    | có một vụ án xuyên suốt là vụ án Vân Thái với nạn nhân thứ hai là em họ của Linh Đang, vợ của nhân vật Tần Minh. Ở tập này thì nhân vật Đại Bảo và Lâm Đào cùng trong tổ khám nghiệm hiện trường của Tần Minh được khắc họa rõ nét hơn. |
| Ngón tay thứ mười một (第十一根手指) | hình ảnh ngón tay thứ 11 dư ra khi mọi người cố gắng ghép hoàn chỉnh một cỗ tử thi ở vụ án thứ hai, đẻ rồi phát hiện ra đây là một án mạng liên hoàn. |
| Kẻ Dọn Rác (清道夫)                  | hung thủ cho mình là sứ giả của công lý, có nghĩa vụ phải đi giết những kẻ gây hại cho xã hội và cộng đồng. Hung thủ lần này chuyên nhắm đến những người thuộc tầng lớp thấp trong xã hội, và luôn để lại dấu hiệu để đánh dấu mình chính là người đã “thay trời hành đạo”.                                                                             |
| Người Sống Sót (幸存者)              | Đại Bảo cuối cùng cũng kết hôn, nhưng ngay trước ngày cưới thì vị hôn thê bị thương nặng và nhốt trong tủ quần áo, ngạc nhiên hơn nữa là cùng ngày cũng có một cô dâu khác bị giết ở một thành phố gần đó. Hai kẻ giết người hàng loạt đã phạm tội cùng một lúc là gì, người sống sót còn lại duy nhất liệu có bị giết hay không?                       |
| Kẻ Nhìn Trộm (偷窥者)                | tập này xoay quanh bí ẩn về vai trò của người bạn chí cốt của Đại Bảo là Đỗ Châu. Đỗ Châu mất tích cùng với một cô gái và có vết máu ở hiện trường, hiện trường này lại được phát hiện khi tổ điều tra đang theo dấu vết của một vụ án mạng khác. |
| Trời Phạt (天谴者)                   | |
| Kẻ Lãng Quên (遗忘者)                | |
| Búp Bê (玩偶)                        | |

## Tên các tập
| Tên                                  | Ngày phát hành    | ISBN                   |
| Người Giải Mã Tử Thi (尸语者)        | Tháng 10 năm 2012 | ISBN 978-7-540-45759-4 |
| Lời Tố Cáo Lặng Thầm (无声的证词)    | Tháng 05 năm 2013 | ISBN 978-7-540-76467-8 |
| Ngón tay thứ mười một (第十一根手指) | Tháng 6 năm 2014  | ISBN 978-7-540-46697-8 |
| Kẻ Dọn Rác (清道夫)                  | Tháng 4 năm 2015  | ISBN 978-7-540-47114-9 |
| Người Sống Sót (幸存者)              | Tháng 4 năm 2016  | ISBN 978-7-540-47575-8 |
| Kẻ Nhìn Trộm (偷窥者)                | Tháng 7 năm 2017  | ISBN 978-7-540-48209-1 |
| Trời Phạt (天谴者)                   | Tháng 11 năm 2018 | ISBN 978-7-559-42755-7 |
| Kẻ Lãng Quên (遗忘者)                | Tháng 7 năm 2020  | ISBN 978-7-559-64237-0 |
| Búp Bê (玩偶)                        | Tháng 9 năm 2021  | ISBN 978-7-559-65446-5 |

## Giải thưởng
Vào tháng 9 năm 2012, cuốn Người Giải Mã Tử Thi được xuất bản. Vào năm 2015, Ngón tay thứ mười một giành được Giải thưởng Xuất sắc của Giải thưởng Văn học Internet đầu tiên diễn ra hai năm một lần.

## Chuyển thể

### Phim truyền hình
| Năm     | Tên phim                                     | Hãng sản xuất | Diễn viên chính                            | Số tập | Ghi chú                                 |
| ------- | -------------------------------------------- | ------------- | ------------------------------------------ | ------ | --------------------------------------- |
| 2016    | Pháp y Tần Minh                              | Sohu          | Trương Nhược Quân, Lý Hiện, Tiêu Tuấn Diễm | 20     | Dựa theo quyển 3 "Ngón tay thứ 11"      |
| 2017    | Pháp y Tần Minh: Kẻ nhặt rác                 | Sohu          | Lưu Đông Thấm, Vu Sa Sa, Lưu Sướng         | 20     | Dựa theo quyển 4 "Kẻ dọn rác"           |
| 2018    | Pháp Y Tần Minh: Người sống sót              | Sohu          | Kinh Siêu, Lưu Hải Khoan, Dư Tâm Điềm      | 30     | Dựa theo quyển 5 "Người sống sót"       |
| 2021    | Pháp y Tần Minh: Chứng từ vô thanh           | Mango TV      | Trương Vũ Kiếm, Châu Vũ Đồng, Tiêu Nhiên   | 30     | Dựa theo quyển 2 "Lời khai câm lặng"    |
| 2022    | Pháp y Tần Minh: Người đọc tâm               | Youku         | Trương Diệu, Thang Mẫn, Bành Sở Việt       | 28     | Dựa theo quyển 1 "Người Giải Mã Tử Thi" |
| Chưa rõ | Pháp y Tần Minh: Người thì thầm với xác chết |               | La Vân Hi, Giang Kỳ Lâm, Chu Kỳ Kỳ         | 30     | Dựa theo quyển 1 "Người Giải Mã Tử Thi" |

### Phim điện ảnh
| Năm     | Tên phim                                                         | Hãng sản xuất | Diễn viên chính                            | Ghi chú                                                    |
| ------- | ---------------------------------------------------------------- | ------------- | ------------------------------------------ | ---------------------------------------------------------- |
| 2018    | Pháp y Tần Minh: Bóng ma phía đuôi xe (法医秦明之车尾游魂)       |               | Cao Thái Vũ, Phan Lôi Diệc                 | Dựa theo quyển 3 "Ngón tay thứ 11" và quyển 4 "Kẻ dọn rác" |
| 2019    | Lời thì thầm của xác chết (秦明·生死语者)                        |               | Nghiêm Ngật Khoan, Đại Tư, Cảnh Lạc        | Dựa theo quyển 1 "Người Giải Mã Tử Thi"                    |
| 2019    | Pháp y Tần Minh: Cuốn tiểu thuyết chết chóc (法医秦明之致命小说) |               | Đặng Phi, Lý Trác Lâm                      |                                                            |
| 2019    | Pháp y Tần Minh: Cứu chuộc cái chết (法医秦明之亡命救赎 )        |               | Đặng Phi, Hi Đồng                          |                                                            |
| 2019    | Pháp y Tần Minh: Váy cưới nhuốm máu (法医秦明之血色婚礼)         |               | Đặng Phi                                   |                                                            |
| Chưa rõ | Pháp y Tần Minh: Bản hòa tấu trong mưa                           |               | Ứng Hạo Minh, Lương Duyên, Đường Chấn Siêu |                                                            |